# Innere Stadt

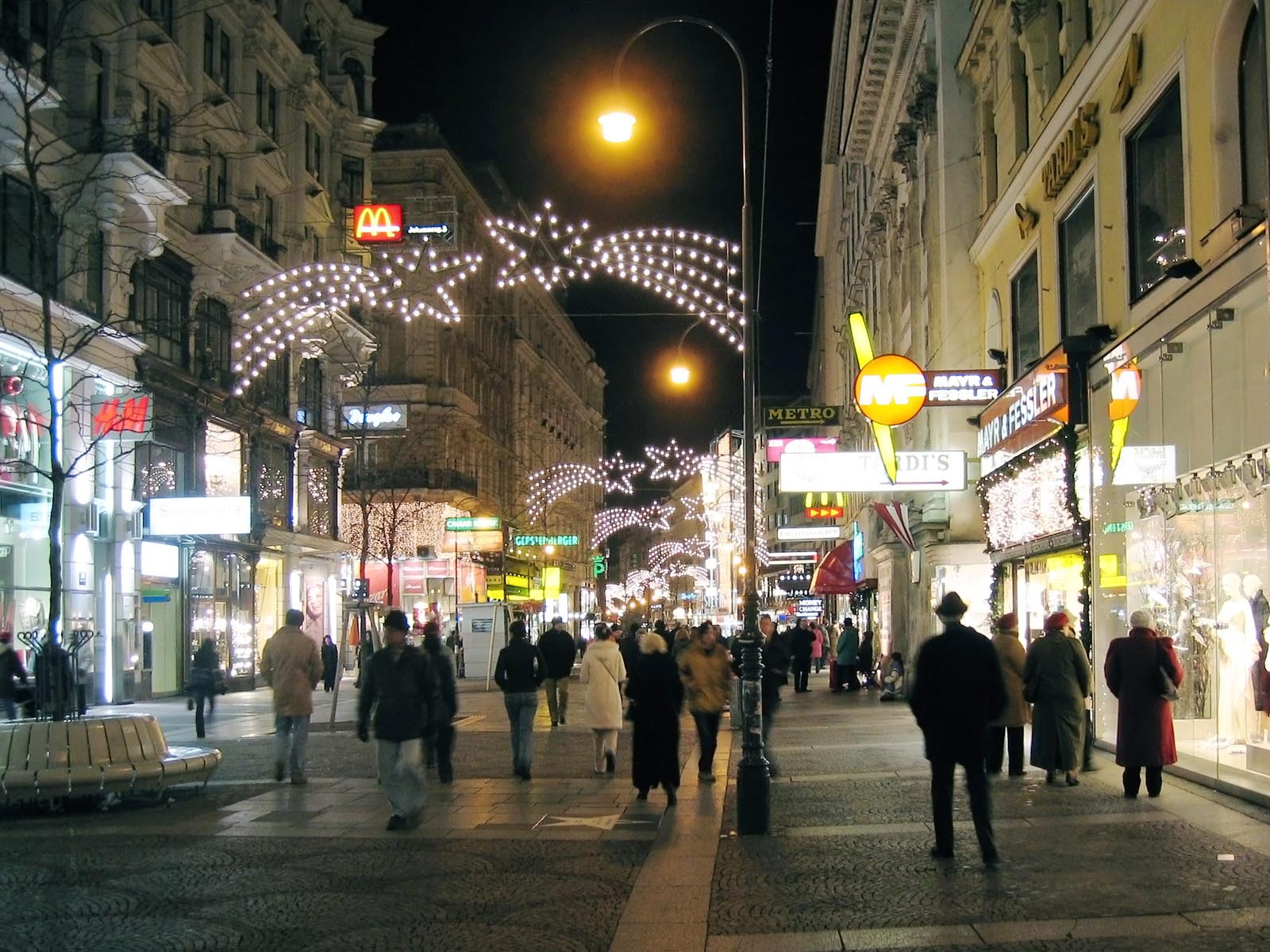
A Kärntnerstraße ("rua da Caríntia") em dezembro de 2005

A Innere Stadt ( [ˈɪnəʀə ʃtat] (ajuda·info); expressão alemã que significa "cidade interior") é um distrito da cidade de Viena, na Áustria. É o mais velho e um dos menores distritos da cidade, bem como o seu centro comercial.

## Política
A Innere Stadt é tradicionalmente um distrito burguês e nobre. Desde 1946, o conservador-liberal Partido Popular Austríaco é o mais importante partido político na Innere Stadt.

### Líder distrital
Desde 2005, a líder do distrito (bezirksvorsteherin) é Ursula Stenzel. Todos os bezirksvorsteher, desde 1946, são filiados ao Partido Popular Austríaco.

### Composição atual do conselho distrital
- Partido Popular Austríaco - 18
- Partido Social-Democrata da Áustria - 13
- Os Verdes - Alternativa Verde - 7
- Partido da Liberdade da Áustria - 2